# 기타야마촌 (시즈오카현)
기타야마촌(일본어: 北山村)은 일본 시즈오카현의 동부, 후지군에 속해있던 촌이다. 현재의 후지노미야시에 해당한다.

## 역사
- 1889년 4월 1일 - 정촌제 시행에 의해 후지군 기타야마촌이 성립하였다.
- 1958년 4월 1일 - 가미이데촌, 시라이토촌, 우에노촌과 함께 후지노미야시에 편입해, 동일 기타야마촌은 폐지되었다.

## 교통

### 도로
- 2번국도 139호선 (현 국도 제139호선)

## 참고 문헌
- 角川日本地名大辞典編纂委員会,『角川日本地名大辞典 22 静岡県』, 角川書店, 1978年, ISBN 4040012208